# Club Deportivo Guadalajara (Espanya)
El Club Deportivo Guadalajara SAD és un club de futbol de la ciutat de Guadalajara (Castella-La Manxa). El club va ser fundat 30 de gener de 1947, i es va inscriure a la Federació Castellana de Futbol el 5 de febrer del mateix any. El dia 1 d'abril de 1970 s'inaugurà el seu estadi, anomenat Pedro Escartín. El primer ascens a la Segona Divisió B no arribà fins a la temporada 2006/2007.

## Futbolistes destacats
- Isacio Calleja
- Carlos Lapetra
- Jonathan Ñíguez
- Álvaro Antón Camarero
- Enrique González Casín